# Осое
Осое (бел. Асое) — посёлок в Майском сельсовете Жлобинского района Гомельской области Белоруссии.

## География

### Расположение
В 16 км на северо-восток от Жлобина, в 16 км от железнодорожной станции Хальч (на линии Жлобин — Гомель), в 110 км от Гомеля.

## Транспортная сеть
Транспортные связи по просёлочной, а затем автомобильной дороге Рогачёв — Довск. Планировка состоит из короткой широтной улицы.

## История
Основан в начале 1920-х годов переселенцами из соседних деревень на бывших помещичьих землях. В 1931 году жители вступили в колхоз. Во время Великой Отечественной войны в ноябре 1943 года оккупанты полностью сожгли посёлок и убили 1 жителя. Согласно переписи 1959 года в составе колхоза «Рассвет» (центр — деревня Майское).

## Население

### Численность
- 2004 год — 4 хозяйства, 4 жителя.

### Динамика
- 1940 год — 28 дворов, 125 жителей.
- 1959 год — 94 жителя (согласно переписи).
- 2004 год — 4 хозяйства, 4 жителя.